# Talavera mexicana
La Talavera es un tipo de mayólica típica de los estados de Puebla y Tlaxcala, México. Su distintivo es su acabado vítreo en color blanco marfileño como base de la decoración. La auténtica talavera solo proviene de aquellos estados, específicamente de las localidades de Puebla de Zaragoza, Atlixco, Cholula y en el estado de Tlaxcala en el municipio de San Pablo del Monte debido a la calidad de las arcillas que ahí se encuentra y a la tradición de su manufactura, que se remonta al siglo XVI. Los colores empleados en su decoración son el azul, el amarillo, el negro, el verde, el naranja y el malva (violeta pálido). La producción de talavera en estos estados  alcanzó un gran desarrollo gracias a la disponibilidad de su barro y a la gran demanda de azulejos para revestir las iglesias y conventos. La industria creció a tal grado que para mediados del siglo XVII había creado sus propios gremios de artesanos y estándares, los cuales demandaron una mayor calidad, llevando a estos estados a su "era dorada" entre los siglos XVII y XVIII. En términos formales, la tradición surgida en Puebla se acuñó con el nombre de Talavera, diferenciándola así de las talaveras españolas. Es una mezcla de técnicas cerámicas chinas, italianas, españolas e indígenas.
La tradición abrió su camino a través de la Guerra de Independencia al siglo XIX, durante el cual el número de factorías no sumaban más de ocho en todo el estado de Puebla. Posteriores esfuerzos de artistas y coleccionistas de principios del siglo XX trataron de rescatar la tradición y hoy en día existen colecciones de talavera en Puebla, en la Ciudad de México e incluso en Nueva York. Ulteriores esfuerzos para preservar y promover la artesanía han ocurrido a finales del siglo XX, con la introducción de nuevos diseños decorativos y la llamada denominación de origen para proteger la autenticidad de las piezas de talavera elaboradas con los métodos originales del siglo XVI.
En 2019 fue declarada Patrimonio cultural inmaterial de la Humanidad por la UNESCO bajo la denominación oficial de Fabricación artesanal de cerámica de estilo talaverano en Puebla y Tlaxcala (México) y en Talavera de la Reina y El Puente del Arzobispo (España). Esta declaración alude a las comunidades de artesanos que existen en ambos países.

## Características
La talavera es un tipo de cerámica mayólica, que se distingue por su blanco vítreo como base de color. La auténtica talavera solo proviene de  el estado de Tlaxcala y la ciudad de Puebla, de las localidades de Atlixco, Cholula y Tecali de Herrera y del estado de Tlaxcala , de San Pablo del Monte, debido a que el tipo de barro y la historia de la artesanía.
provienen de esa región. Todas las piezas son elaboradas a mano en torno, como han sido hechas desde la época virreinal. El vidriado debe craquelarse, ser ligeramente poroso y casi blanco. Solo se permite usar seis colores: azul, amarillo, negro, verde, naranja y un violeta pálido, que deben generarse a partir de pigmentos naturales. Los diseños de color tienen una apariencia difuminada a medida que se funden con el vidriado. La base, la parte que toca la superficie no visible, no es vidriada y expone la terracota, la cual debe tener inscrito el logotipo del fabricante, las iniciales del artista y la ubicación de la fábrica en Puebla.

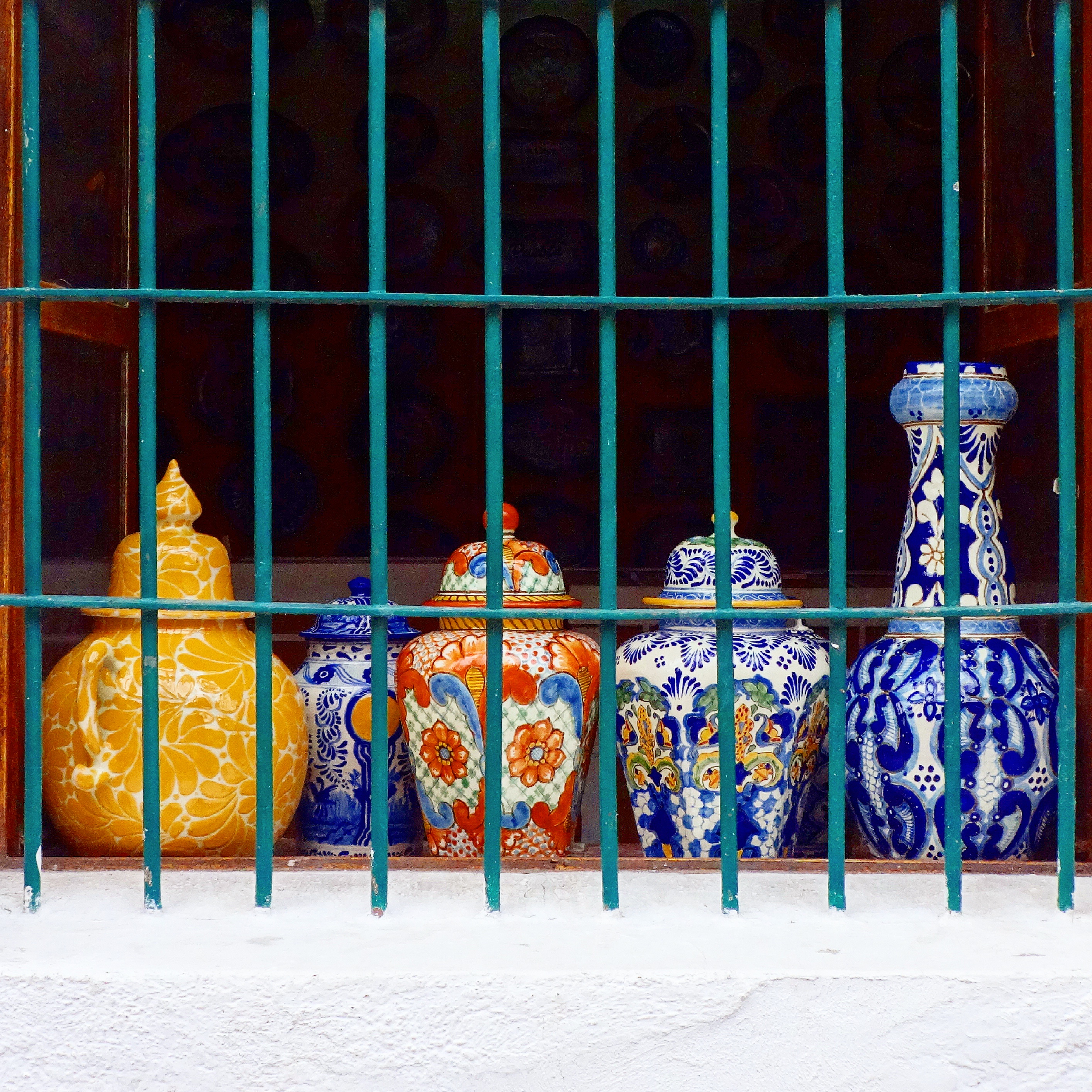
Tibores talaveranos en una ventana de un taller alfarero.

El diseño de las piezas está estrictamente regulado por la tradición. La pintura debe sentirse al tacto con una ligera elevación sobre la base. En sus comienzos solo se empleaba el color azul cobalto, que era el pigmento más caro y también muy buscado, no solo por prestigio sino porque aseguraba la calidad de toda la pieza. La talavera es la más destacada de la tradiciones artesanas. Solo se emplean barros naturales y no barros tratados químicamente. Su delicada manufactura y fragilidad, ya que una pieza se puede romper en cualquier momento, hacen a la talavera tres veces más costosa que cualquier otra pieza de cerámica. Por ello, los fabricantes de la talavera han estado bajo presión por las imitaciones, más frecuentemente de China, y piezas de cerámica similares de otras partes de México, especialmente de Guanajuato. El estado de Guanajuato pidió al gobierno federal compartir los derechos de la denominación de origen con el de Puebla, pero en 1997 recibió como respuesta una negativa, y la cerámica vidriada de otras partes de México se denominan simplemente mayólica.
Hoy en día, solo las piezas provenientes de zonas designadas y de talleres específicos que han sido certificados están permitidos para llamar a sus obras talavera.  La certificación es emitida por el Consejo Regulador de la Talavera, un cuerpo regulatorio especial. Solo nueve talleres hasta ahora han sido certificados: Talavera Armando, Talavera Celia, Talavera de las Américas, Talavera de la Luz, Talavera La Reyna,  Talavera de la Nueva España, Talavera Santa Catarina, Talavera Uriarte y Talavera Virgilio Pérez. Cada una de las cuales debe pasar por una inspección bianual de sus procesos de fabricación. Las piezas son sometidas a 16 pruebas elaboradas por laboratorios certificados internacionalmente. Aunado a esto, hay una prueba hecha por la Facultad de Ciencias de la Universidad de Puebla para asegurar que el vidriado no contenga plomo en más de 2.5 partes por millón o de cadmio en más de 0.25 partes por millón, dado que la mayor parte de las piezas se usan para servir alimentos. Solo aquellas piezas salidas de los talleres que alcancen los estándares están autorizadas para llevar la firma del alfarero, el logotipo del taller y el holograma especial que certifica la autenticidad de la pieza.

## Producción

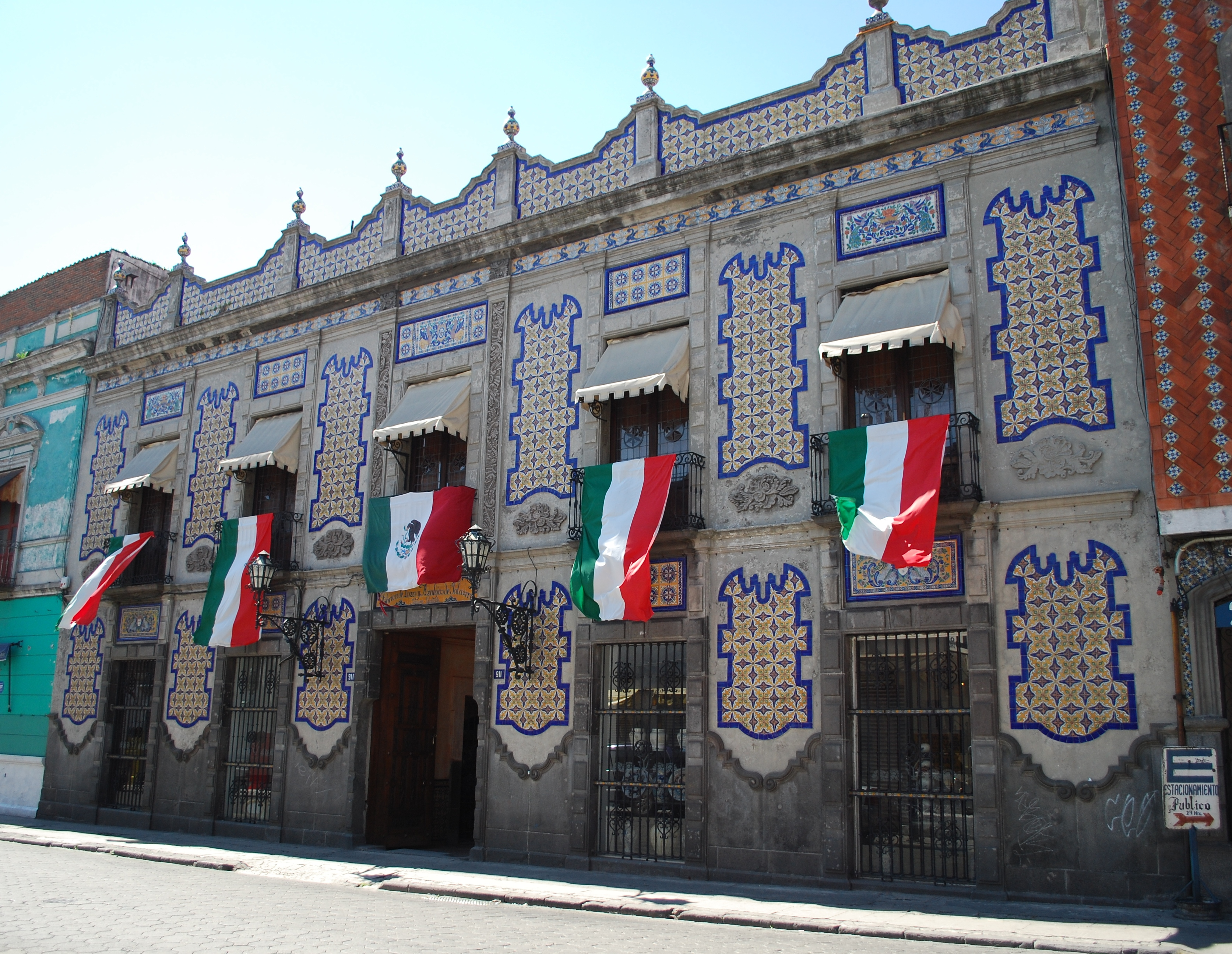
La tienda y taller de Talavera Uriarte en Puebla.

El proceso de la elaboración de la talavera es complicado y prácticamente no ha cambiado desde la temprana época virreinal. El primer paso es mezclar arena negra de Amozoc y arena blanca de Tecali. Es entonces lavada y filtrada para quedarse con las partículas más finas. Esto puede reducir el volumen en un cincuenta por ciento. En seguida la pieza es modelada a mano en un torno, y dejada a secar varios días. Viene entonces el primer cocido, a una temperatura de 850 grados Celsius (1562,0 °F). Tras comprobar que no tiene fisuras o defectos. Se aplica el vidriado inicial o fondo blanco-marfil. Posteriormente, el decorado se pinta a mano. Finalmente se expone a un segundo cocido para endurecerlo. Este proceso puede llegar a tomar tres meses para la mayor parte de las piezas, pero en algunas puede durar hasta seis.
El proceso es complicado a un grado tal que durante la época virreinal los alfareros encomendaban las piezas con oraciones especiales durante el proceso de cocimiento.
Algunos talleres en Puebla ofrecen visitas guiadas y explican el proceso. El taller certificado y aún en operación más antiguo es la "casa Uriarte". Fue fundada en 1824 por Dimas Uriarte, y se especializa en diseños de la era virreinal. Otro taller certificado es el "Talavera de la Reina", conocido por aplicar diseños de artistas mexicanos contemporáneos.

## Uso

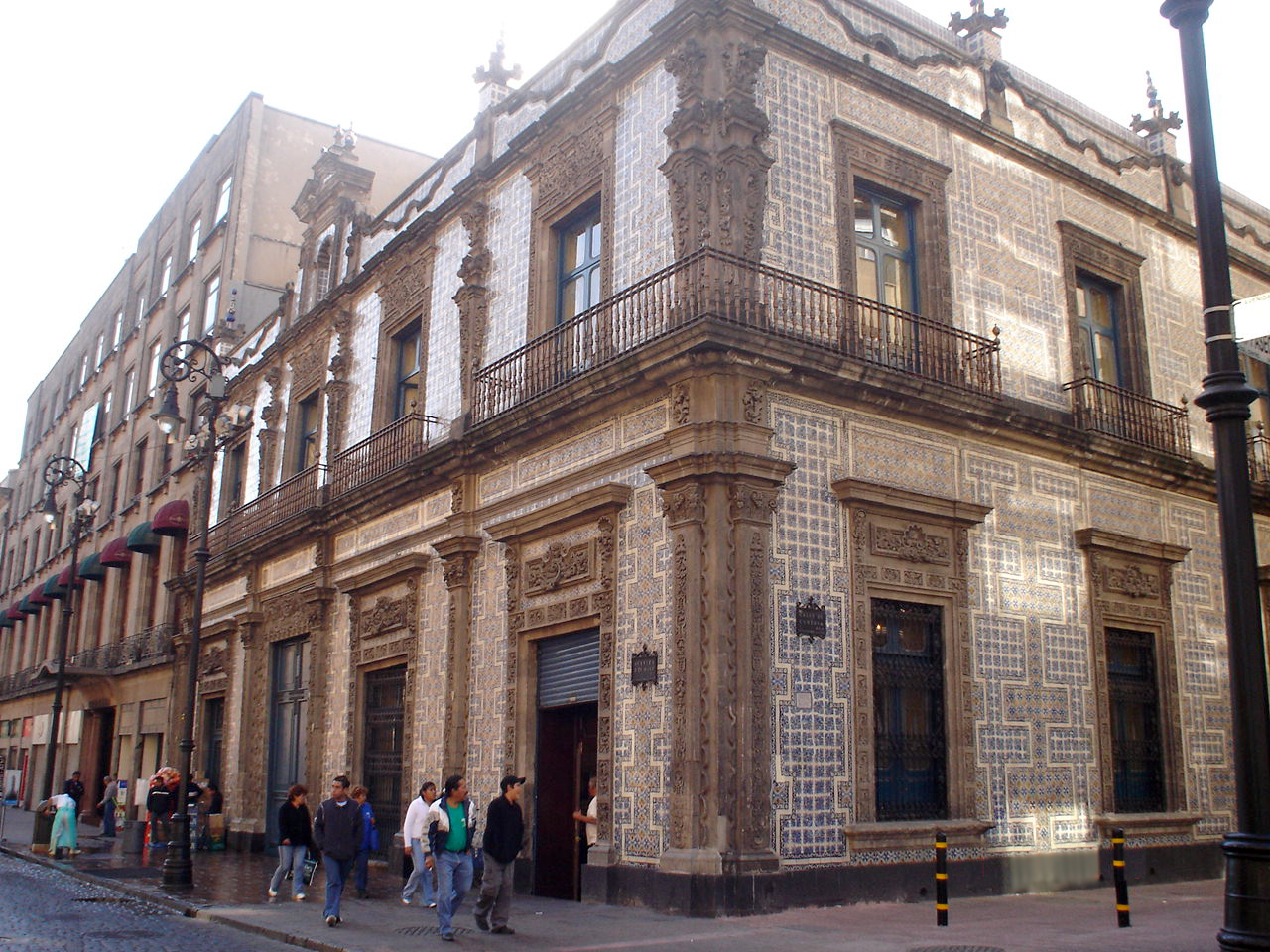
La Casa de los Azulejos en la Ciudad de México.

La talavera se emplea principalmente para utensilios de uso común tales como platos, jarrones, tibores, floreros, lavamanos, artículos religiosos y figuras decorativas. Sin embargo, una cantidad importante se destina a la decoración interior y exterior de edificios en México en forma de azulejos, en especial en la ciudad de Puebla. La cocina poblana es uno de los motivos decorativos de la Talavera, desde los azulejos que decoran los muros y tarjas hasta los platos y otros utensilios de cocina. Constituye un estilo per se de decoración en las cocinas mexicanas. En las antiguas cocinas conventuales muchos diseños incorporaban el emblema de la orden religiosa. Muchas de las fachadas del centro histórico de Puebla están decoradas con estos azulejos, así como fuentes, patios, iglesias y otros edificios, y constituyen parte importante de la arquitectura barroca poblana. El empleo de azulejos era una demostración del estatus económico familiar o de la iglesia. Esto condujo a un dicho que dice: "No aspirar a construir una casa de azulejos equivale a no aspirar a mucho en la vida." Demostrar un nivel de vida alto no estaba restringido a Puebla. En la Ciudad de México, la Iglesia de la Encarnación y la de la Virgen de Valvanera ostentan ambas cúpulas revestidas de azulejos. El más famoso ejemplo del uso de la talavera en la capital es la Casa de los Azulejos, palacio del siglo XVIII edificado por el conde del Valle de Orizaba. Lo que hace a este palacio único en la antes llamada Ciudad de los Palacios, es que su fachada en todas sus caras está completamente revestida de azulejos azules y blancos, exorbitante para la época de su construcción.

## Antecedentes

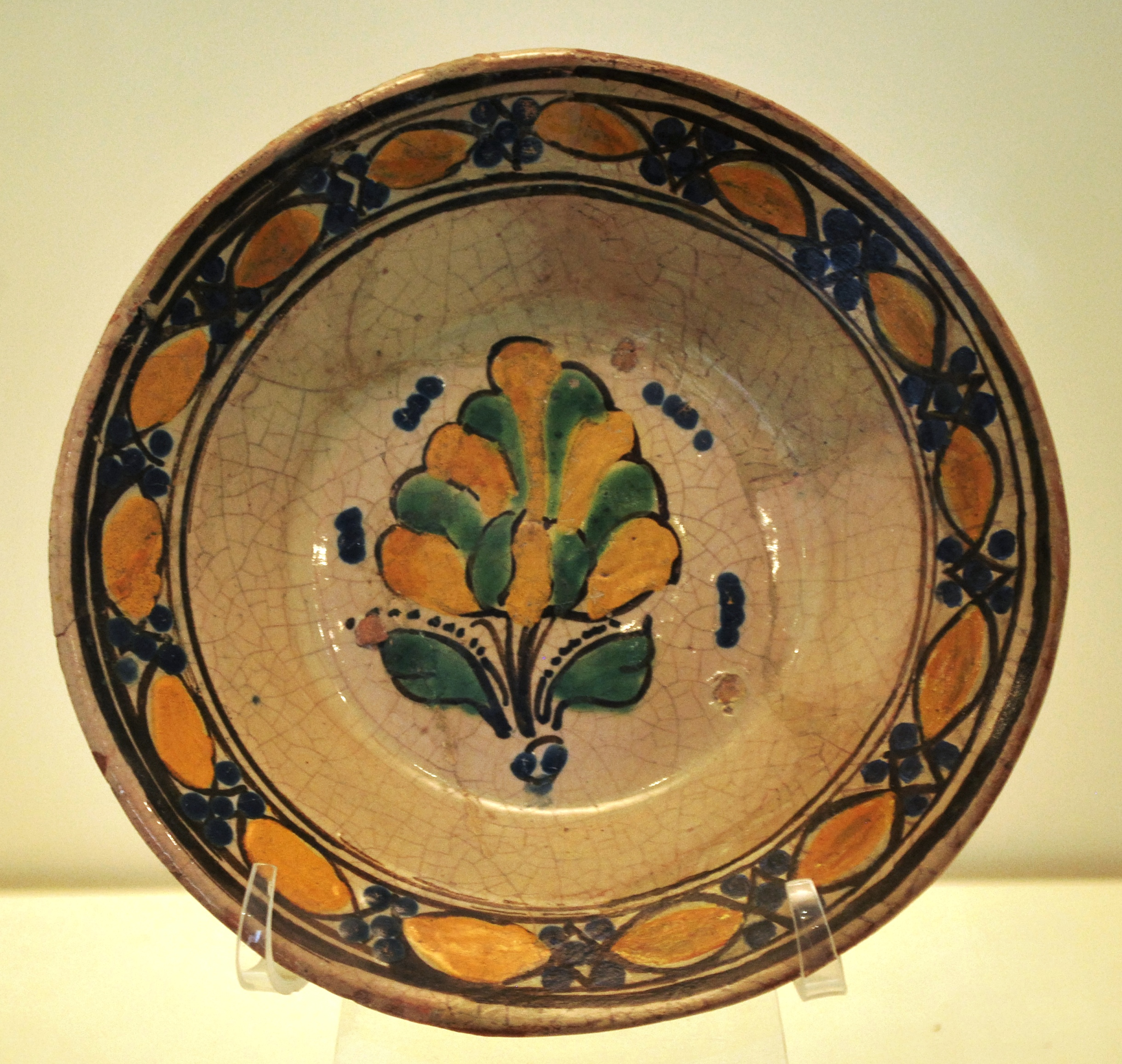
Plato del siglo xvii, producción de Talavera de Puebla conservada en el Museo de Arte Popular (Ciudad de México).

El origen de estas lozas se sitúa en China. Las técnicas y diseños chinos fueron llevados a la península ibérica vía Mallorca por alfareros de la España musulmana a finales del siglo XII. De allí se extendió al resto de Europa, con el nombre de mayólicas. Entre los diversos centros españoles de industria cerámica se hizo especialmente popular el de Talavera de la Reina (Toledo, España), que junto con Sevilla acapararon las exportaciones de loza fina al Nuevo Mundo. En México se incorporaron ulteriores influencias chinas e italianas a medida que evolucionaba en España, así como la formación de gremios con el fin de regular la calidad.
Hay varias hipótesis sobre cómo se introdujo la cerámica mayólica a México. La más común y aceptada es que fue introducida por monjes franciscanos, que bien pidieron artesanos a España o sabían producir la cerámica ellos mismos. Estos padres requerían azulejos y otros objetos para decorar sus nuevos conventos, así que, para satisfacer la demanda, los artesanos españoles o los mismos padres enseñaron a los indígenas a producir la cerámica vidriada. Un número significativo de alfareros laicos fueron a México desde Sevilla y Talavera de la Reina durante la muy temprana época virreinal. Más tarde, Diego Gaytán, alfarero oriundo de Talavera, revolucionaría la alfarería poblana.
De finales del siglo XVI a mediados del XVII, el número de alfareros y talleres se mantuvo al alza, y cada uno comenzó a crear sus propios diseños y técnicas. El gobierno virreinal decidió regular la industria con gremios y estándares. En 1653 se crearon las primeras ordenanzas, que estipulaban a quiénes podía llamarse artesanos, la categoría del producto de calidad y las normas de decoración. El resultado fue la homologación y el incremento de la calidad. Algunas de las reglas establecidas por las ordenanzas incluían el uso del azul cobalto en las piezas más finas, la firma para evitar las falsificaciones, la creación de niveles de calidad (fina, semi-fina y uso diario) e inspecciones anuales por parte de maestros alfareros.
El periodo entre 1650 y 1750 pasaría a denominarse "la Era Dorada de la talavera". Puebla fue conocida como el centro alfarero más importante de la Nueva España. Las piezas eran exportadas a todos el territorio, y eran enviadas a Guatemala, Cuba, Santo Domingo, Venezuela y Colombia. Durante esta época, el empleo del azul en la talavera fue reforzado por la influencia de las cerámicas chinas de la dinastía Ming, cuyo arte llegaba a México desde Filipinas en los galeones de Manila. Las influencias decorativas de Italia en el siglo XVIII introdujeron el uso de otros colores.
Durante la Guerra de Independencia, los gremios de alfareros y las ordenanzas se abolieron. Esto permitió que cualquiera produjera cerámica a su libre albedrío, a expensas de la calidad. El mercado de la talavera colapsó, y de los 46 talleres productores del siglo XVIII solo 7 persistieron después de la guerra.
En 1897, un catalán, de nombre Enrique Luis Ventosa, llegó a Puebla. Ventosa quedó fascinado por la historia de la talavera como expresión del arte mexicano. Estudió el proceso original y lo combinó con sus conocimientos del arte español contemporáneo. Publicó artículos y poemas acerca de aquella tradición y trabajó en la decoración de las piezas de cerámica. En 1922 hizo amistad con Ysauro Martínez Uriarte, joven alfarero que había heredado de su padre su taller de alfarería. Los dos hombres trabajaron juntos para crear nuevos diseños decorativos, añadiendo influencias pre-colombinas y de art nouveau a las ya presentes islámicas, chinas, españolas e italianas de la talavera de Puebla. También se esforzaron para restaurar los antiguos estándares de calidad, la época les era propicia, ya que el país se encontraba en un periodo de reconstrucción después de la revolución.
Sin embargo, para 1980 habían desaparecido varios talleres hasta que solo quedaron cuatro. La talavera pasó por un periodo difícil al final del siglo XX, debido a la competencia de cerámica proveniente de otros estados de la República, a las importaciones baratas y la falta de diseños imaginativos y modernos. A principios de la última década del siglo XX, los talleres de La Talavera de la Reina comenzaron a revitalizar el arte de la talavera, invitando a artistas para trabajar con sus artesanos con el fin de crear nuevas piezas y nuevos diseños decorativos. Entre esos artistas estaban Juan Soriano, Vicente Rojo Almazán, Javier Marín, Gustavo Pérez, Magali Lara y Francisco Toledo. Estos artistas no cambiaron el proceso de fabricación, pero añadieron a los diseños formas humanas, animales e imágenes tradicionales de flores.

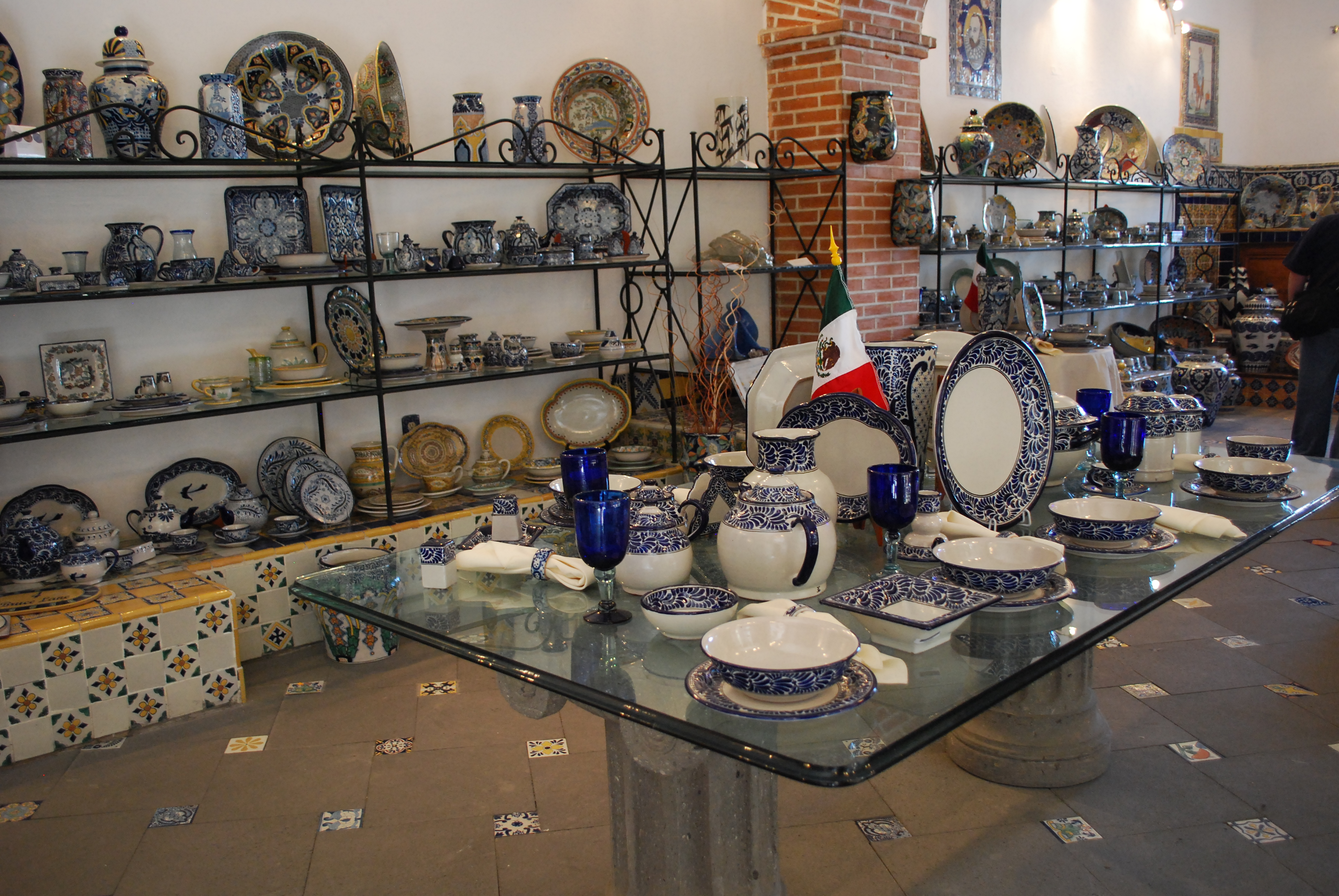
Una sala de exhibición de la Casa Uriarte.

Debido a un resurgimiento de la talavera, para el año 2000 diecisiete talleres estaban produciendo conforme a la vieja tradición y ocho estaban en camino de la certificación. Estos talleres empleaban entonces cerca de 250 trabajadores y exportaban sus mercaderías a los Estados Unidos, Canadá, Suramérica y Europa.
Aunque fueron los españoles los que introdujeron este tipo de cerámica, irónicamente el término  talavera es más común en México que en su centro de procedencia, Talavera de la Reina. En 1997, se estableció la denominación de origen de la talavera para regular qué piezas podían ser llamadas oficialmente talavera. Los requisitos incluían datos del taller, el barro utilizado y los métodos de fabricación. Estas piezas ahora portan hologramas. Si se elaboró una ley federal al respecto fue, entre otras razones, para que los talleres mantuvieran la misma calidad y el mismo proceso de fabricación del periodo virreinal, a fin de proteger la tradición.
Sin embargo, la tradición no se da sola. Angélica Moreno, dueña de la fábrica "Talavera de la Reina", está preocupada de que la tradición sea inestable, a pesar de los esfuerzos de los talleres. A comienzos del siglo XXI uno de los mayores problemas es la falta de gente joven que se interese. Un artesano gana alrededor de 700 a 800 pesos mexicanos a la semana, lo cual no es suficiente para cubrir sus necesidades.

## Exhibiciones en museos
A principios del siglo XX sobrevino un interés en el coleccionismo. En 1904, la norteamericana Emily Johnston de Forrest supo de la talavera en un viaje que hizo a México. Se interesó en coleccionar obras de talavera, así que consultó a académicos, coleccionistas locales y comerciantes. Con el tiempo, su colección se convirtió en la base de lo que actualmente se exhibe en el Museo Metropolitano de Arte de Nueva York. Edwin Atlee Barber, responsable del entonces Museo de Arte de Pennsylvania, también pasó un tiempo en México e introdujo la talavera en la colección del museo. Estudió las etapas de evolución de la talavera y publicó una guía en 1908, considerada ahora parte de la bibliografía indispensable sobre el tema.
Durante este periodo, se organizaron en México importantes colecciones para museos. Una de las primeras y más importantes fue la colección de Francisco Pérez Salazar y de Haro en la Ciudad de México. Poco tiempo después, en 1920, Franz Mayer, un corredor de bolsa alemán de origen judío, comenzó su propia colección. En Puebla se le consideró un excéntrico por comprar todo lo viejo del mercado poblano. En 1986, el Museo Franz Mayer abrió sus puertas en la Ciudad de México con la más grande colección de talavera poblana en el mundo: 726 piezas de los siglos XVII, XVIII y XIX, además de algunas piezas del siglo XX del autor Enrique Luis Ventosa. En Puebla, José Luis Bello y González y su hijo José Luis Bello y Acedo buscaron el consejo de Ventosa y comenzaron su propia colección. Ambos amasaron la más grande e importante colección de talavera antigua en la ciudad de Puebla, la cual está resguardada en el Museo José Luis Bello y González (Museo Bello).
Más recientemente, el Museo de la Talavera se inauguró en la ciudad de Puebla, con una colección inicial de 400 piezas. El museo fue creado para recapitular los orígenes, la historia, la expansión y la evolución de la artesanía. Incluye muchas de las piezas más simples y varias de las más complejas, así como las que representan las diferentes épocas.
Varias exhibiciones itinerantes de ciertos temas se han realizado de estas colecciones permanentes. Una de ellas ha sido llamada "El Águila en la Historia de México". La exhibición de 42 piezas fue patrocinada por el Senado de México para mostrar cómo se ha usado el símbolo del águila a través de los siglos. La exhibición conmemora el Bicentenario de la Independencia de México en 2010. Las muestras de talavera fueron escogidas por su belleza y utilidad. Las águilas pertenecen al escudo de armas nacional, y también se usaron imágenes de figuras políticas, como José María Morelos y Pavón y Porfirio Díaz, así como las empleadas por instituciones como la Real y Pontificia Universidad de México y el Senado mismo.

## Talavera contemporánea
Usa los mismos materiales que la talavera tradicional poblana, pero destaca la creatividad sobre la utilidad, y el impulso creativo de artistas plásticos, diseñadores o grabadores contemporáneos, mexicanos o extranjeros, para darle una dimensión distinta de formas, texturas y colores.
Algunos exponentes son: Alberto Castro Leñero, Joaquín Conde, Pedro Friedeberg, Alejandro Magallanes, Patricia Soriano, Laura Almeida, Raúl Anguiano, Manuel Felguérez, Sergio González Angulo, Jan Hendrix, Alberto Ibáñez Cerda, Heriberto Juárez, Gustavo Pérez, Gerardo Ramos Brito, Vicente Rojo, entre otros. La colección de arte de la UDLAP, institución educativa establecida en el estado de Puebla, tiene un acervo específico de este tipo de talavera.

## Denominación de origen
El 11 de septiembre de 1997, el gobierno mexicano otorga la denominación de origen Talavera, vinculándola a la región geográfica comprendida por los distritos judiciales de Atlixco, Cholula, Puebla y Tecali, en el estado de Puebla.
A nivel internacional, el gobierno mexicano registró la denominación de origen ante la Organización Mundial de la Propiedad Intelectual, conforme al Sistema de Lisboa, en 2018, para la misma región.